# Koevoet

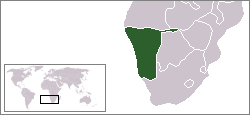
Koevoet war im grün markierten Namibia stationiert, kämpfte für das südlich gelegene Südafrika gegen Rebellen, die vom nördlich gelegenen Angola unterstützt wurden.

Koevoet (afrikaans und niederländisch für Kuhfuß (Nageleisen); englisch Crowbar) war eine paramilitärische Spezialeinheit der Südwestafrikanischen Polizei zur Aufstandsbekämpfung, die zwischen 1978 und 1989 vorrangig in Südwestafrika (heute Namibia) operierte.
Im namibischen Befreiungskampf verfolgte die Einheit mit der Hilfe einheimischer Fährtenleser, die überwiegend der Volksgruppe der San angehörten, Rebellen der Befreiungsbewegung SWAPO bzw. ihres militärischen Flügel PLAN in einem Guerillakrieg. Meist setzte sie dabei gepanzerte Truppentransporter vom Typ Casspir ein. Die SWAPO erhob gegen die Einheit Vorwürfe der Folter und der Vergewaltigung. Mit dem Übergang Namibias in die Unabhängigkeit und dem Ende der Apartheidsära in Südafrika wurde Koevoet Ende 1989 aufgelöst.
Bis zur Unabhängigkeit Namibias im Jahre 1990 setzte die südafrikanische Armee etwa 3000 San als Fährtensucher gegen die Unabhängigkeitsbewegung SWAPO ein. Ähnlich gingen die portugiesischen Kolonialherren in Angola vor, was nach der Unabhängigkeit Angolas in den 1970er Jahren zur weitgehenden Vertreibung der San führte.

## Geschichte
Nach dem Ersten Weltkrieg sprach der Völkerbund das ehemalige Deutsch-Südwestafrika der Südafrikanischen Union als Mandatsgebiet zu. Südafrika behielt das Gebiet auch nach dem Zweiten Weltkrieg in den Zeiten der Apartheid und auch nach der Resolution 435 des UN-Sicherheitsrates, die Südafrika zum Verlassen des Landes aufforderte. In den Zeiten der Dekolonialisierung brachen in zahlreichen Ländern Guerillakriege gegen die ehemaligen Kolonialmächte aus. Besonders heftig geschah dies im nördlich an Südwestafrika angrenzenden Angola.
Da Südwestafrika von Südafrika als Teil des Staates angesehen wurde, fielen Probleme dort in den Aufgabenbereich der Polizei und nicht des Militärs. Nachdem die Unabhängigkeitsbewegung SWAPO 1961 den bewaffneten Kampf gegen Südafrika aufgenommen hatte, wurde aber schnell offensichtlich, dass normale Polizeikräfte der SWAPO nicht gewachsen waren. Der Bürgerkrieg in Angola griff auch auf Südwestafrika über, unter anderem deshalb, da Südafrika das südliche Angola versuchte zu kontrollieren, um eine Schutzzone für seine wirtschaftlichen und militärisch-strategischen Interessen im südwestlichen Teil Afrikas zu haben.
Koevoet war 1978 die Idee von Major-General Hans Dreyer, damals Colonel, der südafrikanischen Armee. Er orientierte sich dabei an den Flechas, die Portugal in Angola eingesetzt hatte, und den Selous Scouts aus Rhodesien; mit jeweils einheimischen Fährtenlesern, die unter weißen Offizieren auf Seiten der Kolonialmächte kämpften.
In den Zeiten ihrer Existenz verlor Koevoet 153 Mann und tötete mindestens 3861 mutmaßliche SWAPO-Mitglieder.

### Auflösung
1989 wurde Koevoet offiziell Teil der von Südafrika kontrollierten Südwestafrikanischen Polizei (SWAPOL). Sie unterstützten die militärische South West African Territory Force (SWATF) im Kampf gegen die SWAPO. Diese warf Koevoet und der SWATF zahlreiche Menschenrechtsverletzungen inklusive Vergewaltigung und Folter vor.
Die Frage, was mit Koevoet passieren sollte, erwies sich als eine der schwierigsten, als Namibia unabhängig wurde. Die Einheit wurde erst nach der Resolution 435 gegründet, tauchte deshalb nicht in der Resolution auf und ebenso wenig im Vertrag, der Namibia in die Unabhängigkeit entlassen sollte. Obwohl offiziell seit Mai 1989 ein regulärer Teil der Südwestafrikanischen Polizei, agierte sie doch ähnlich weiter wie zuvor und lieferte sich Kämpfe mit der SWAPO. Der UN-Gesandte Martti Ahtisaari drohte schließlich damit, den gesamten Friedensprozess zu stoppen, wenn das Koevoet-Problem nicht gelöst würde und die Existenz der Einheit den Vorschriften des Abkommens, das von „leicht bewaffneter Polizei“ sprach, zuwiderliefe.
Schließlich reiste UN-Generalsekretär Javier Pérez de Cuéllar in das Land, woraufhin Resolution 640 des Sicherheitsrats vom 28. August 1989 erfolgte, die die Auflösung von Koevoet und seiner Kommandostrukturen forderte. Schließlich verkündete Südafrikas Außenminister Pik Botha am 28. September 1989, dass 1200 Koevoet-Mitglieder abgewickelt würden; weitere 400 folgten am 30. Oktober. Die Demobilisierung erfolgte unter Aufsicht von Militärbeobachtern der UNTAG.

### Heutige Situation
Nach ihrer Auflösung fanden viele Mitglieder der Koevoet Beschäftigung in privaten Sicherheits- und Militärfirmen wie Executive Outcomes und später Sandline International, wo sie teilweise zusammen mit ihren ehemaligen Gegnern der angolanischen Armee gegen ihre ehemaligen Verbündeten der UNITA kämpften.
Ende April 2015 wurde bekannt, dass mehrere Veteranen der Einheit als Söldner für die nigerianische Armee gegen die Terrorgruppe Boko Haram im Bundesstaat Borno eingesetzt wurden.
Ehemalige Koevoets kommen heute unter anderem im Rahmen von Nachbarschaftswachen in der namibischen Hauptstadt Windhoek zum Einsatz.
Die Interessensvertretung der Koevoet und SWATF, NamVet, verlangt seit Jahren die Anerkennung der ehemaligen Soldaten als Kriegsveteranen. Dieses wurde erneut durch den namibischen Staatspräsidenten Hage Geingob im August 2017 abgewiesen. Der ehemalige Chef der Namibian Defence Force, Generalleutnant Martin Shalli, stellte sich hinter die Auffassung des Staatspräsidenten Geingob. Die etwa 25.000 Namibier, die in Koevoet und SWATF dienten, waren Teil des unterdrückenden Militärapparats der südafrikanischen Kolonisationspolitik gewesen und haben dadurch keinen konstruktiven Beitrag zur Befreiung des Landes geleistet. Auch der ehemalige Präsident Hifikepunye Pohamba hatte das Ansinnen auf Anerkennung eines Kriegsveteranenstatus in der Vergangenheit wiederholt abgelehnt. Dabei bezog er sich auf den Artikel 4 der Genfer Konventionen III. Diese Soldaten seien keine legitimen Kombattanten gewesen. Vertreter von NamVet hatten in der Vergangenheit erfolglos Forderungen nach Entschädigungen gegen Südafrika erhoben, weil Koevoet und die SADF Territorial Force eine führende Rolle innerhalb des südafrikanischen Militärengagements in Namibia und Angola gespielt hatten. Ein ähnlich gelagerter Vorstoß vor dem südafrikanischen High Court in Pretoria hatte schon 2012 keinen Erfolg gehabt. Richter Moses Mavundla wies einen Antrag von Khoisan Kingdom und der All People Party zurück, die auf gerichtlichem Wege eine späte Eingliederung solcher ehemaliger Soldaten in die neuen südafrikanischen Streitkräfte (SANDF) erlangen wollten.
Die Koevoet werden seit 2019 durch die politische Partei National Patriotic Front in Namibia vertreten.

## Struktur
Koevoet bestand aus 3000 Mann, von denen die meisten Stammesangehörigen der Ovambo waren, die unter 300 weißen Offizieren und Unteroffizieren dienten. Die Offiziere stammten aus der südafrikanischen oder der südwestafrikanischen Polizei und hatten ein Extra-Training bei den Südafrikanischen Spezialeinheiten durchlaufen. Je 40 Mann formten ein Platoon und waren mit minengeschützten, gepanzerten Truppentransportern Casspir ausgestattet, wovon einer eine 20-mm-Kanone trug. Sie waren eine Woche im Busch und eine Woche im Lager in Oshakati.

## Taktik

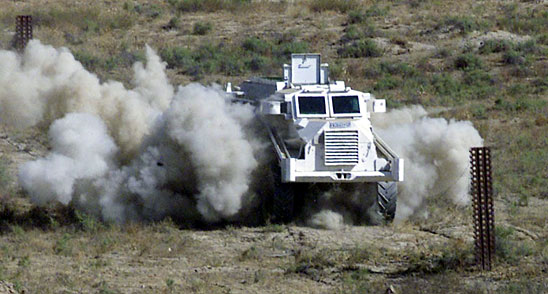
Symbolbild: Mit Casspir-Truppentransporter verfolgte Koevoet PLAN-Kämpfer, die zu Fuß unterwegs waren.

Koevoet war vor allem damit beschäftigt, SWAPO-Kämpfer aufzuspüren, die zu Fuß unterwegs waren. Sie fanden ihre Spuren entweder durch Patrouillenfahrten in Gebieten, in denen die SWAPO oft unterwegs war, in Gegenden, in denen kürzlich ein Angriff stattgefunden hatte oder durch Tipps aus der lokalen Bevölkerung.
Nachdem Koevoet eine Spur ausgemacht hatte, fuhr ein Fahrzeug einige Kilometer in die vermutete Richtung; dort suchte ein Fährtenleser nach der Fortsetzung. War er erfolgreich, kam der Rest des Platoons nach. Auf diese Art und Weise konnten sie oft die sich zu Fuß fortbewegenden Rebellengruppen innerhalb von kurzer Zeit erreichen. Da die Fährtensucher meistens die Entstehungsuhrzeit der Spuren und die Geschwindigkeit der Rebellen einschätzen konnten, wussten die Platoons meistens recht genau, wann sie der SWAPO begegnen würden. Kurz vorher sammelten sie sich in ihren bewaffneten Transportern und griffen die mit RPG-7-Panzerbüchsen, AK-47s, Karabinern und Maschinenpistolen bewaffneten Rebellen an.

## Denkmal

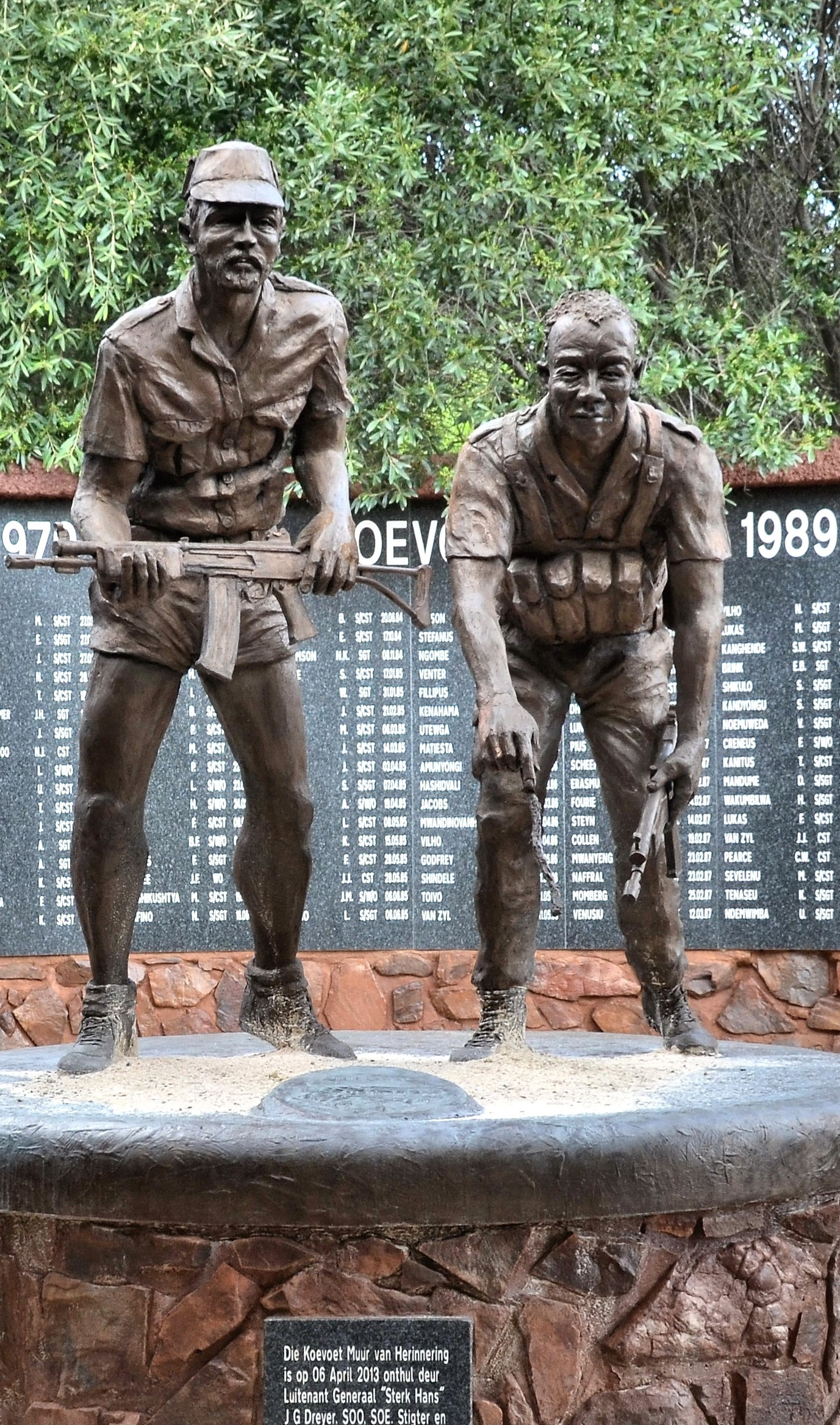
Koevoet-Denkmal beim Voortrekkerdenkmal im südafrikanischen Pretoria

Im Gelände des Voortrekkerdenkmal in Pretoria befindet sich eine Gedenkstätte für die 165 im Einsatz gestorbenen Angehörigen der Koevoet-Truppen in Namibia. Die als Koevoet Wall of Remembrance bezeichnete Anlage wurde am 6. April 2013 vom Gründer der paramilitärischen Geheimpolizei und ehemaligen Generalleutnant Hans Dreyer († 2015) während einer Zeremonie enthüllt. Die Gesamtanlage ist ein Entwurf von Malcolm Moodie. Mit ihrer Errichtung wurde um 2011 begonnen. Sie besteht aus einem gebogenen Wandsegment, das mit Bruchsteinen errichtet wurde und mehrere polierte Schrifttafeln trägt. Sie steht auf einem kleinen gepflasterten Platz in der Parkanlage. Die Tafeln verzeichnen die Namen der gefallenen Koevoet-Polizisten. Im Zentrum der runden Gedenkanlage steht auf einem gemauerten Rundsockel eine gegossene Doppelplastik. Sie stellt zwei mit automatischer Waffe ausgerüstete Koevoet-Angehörige dar; ein weißer Koevoet-Polizist sowie ein San in Uniform, der auf eine Fußspur am Boden verweist. Die Doppelplastik ist ein Werk von Brahm van Zyl. Das Wirken von Koevoet war schon vor dem Ende der Apartheid in Südafrika umstritten. Die SADF-Oberbefehlshaber Constand Viljoen und Johannes Geldenhuys distanzierten sich von den Koevoet-Methoden, die sie als grausam und barbarisch, daher als schädlich für die Truppenmoral betrachteten.